# Strażnica Straży Granicznej w Horyńcu-Zdroju
Strażnica Straży Granicznej w Horyńcu-Zdroju – zlikwidowana graniczna jednostka organizacyjna Straży Granicznej realizująca zadania bezpośrednio w ochronie granicy państwowej z Ukrainą.

## Formowanie i zmiany organizacyjne
Wzrost przestępczości granicznej i zagrożenie nielegalną migracją wymusiły opracowanie koncepcji uszczelnienia granicy wschodniej Polski. W 1992, w ramach „Harmonogramu uszczelnienia granic na lata 1993–1995" w planach inwestycyjnych przewidziano między innymi pozyskanie od wójta gminy Horyniec-Zdrój obiektu na terenie miasta Horyniec-Zdrój. Przyjęty wówczas harmonogram określił także kierunki procesów modernizacyjnych i organizacyjnych w Bieszczadzkim Oddziale SG.
Rok 1995, to włączenie 30 kwietnia 1995 do systemu ochrony granicy strażnicy Straży Granicznej w Horyńcu-Zdroju, która przejęła część odcinka dotychczas ochranianego przez funkcjonariuszy z Lubaczowa. 
W 2002, Strażnica SG w Horyńcu-Zdroju miała status strażnicy SG I kategorii.
Jako Strażnica Straży Granicznej w Horyńcu-Zdroju funkcjonowała do 23 sierpnia 2005 i 24 sierpnia 2005 Ustawą z 22 kwietnia 2005 O zmianie ustawy o Straży Granicznej... została przekształcona na Placówkę Straży Granicznej w Horyńcu-Zdroju (PSG w Huwnikach).

## Sąsiednie graniczne jednostki organizacyjne
- Strażnica SG w Lubyczy Królewskiej ⇔ Strażnica SG w Lubaczowie – 30.05.1995[3]
- GPK SG w Hrebennem ⇔ Strażnica SG w Lubaczowie – 2.01.2003[3].